# Ајна (Илиноис)
Ајна (енгл. Ina) град је у америчкој савезној држави Илиноис.

## Демографија
По попису из 2010. године број становника је 2.338, што је 117 (-4,8%) становника мање него 2000. године.
| Група             | 2000.         | 2010.         |
| Белци             | 1.258 (51,2%) | 1.289 (55,1%) |
| Афроамериканци    | 1.026 (41,8%) | 821 (35,1%)   |
| Азијати           | 6 (0,2%)      | 6 (0,3%)      |
| Хиспаноамериканци | 159 (6,5%)    | 217 (9,3%)    |
| Укупно            | 2.455         | 2.338         |